# Josva Kleist
Hans Hoseas Josva Kleist (* 14. Januar 1879 in Nanortalik; † 29. März 1938 in Narsarmijit) war ein grönländischer Katechet, Dichter und Landesrat.

## Leben
Josva Kleist war der Sohn von Jakob Emanuel Adolph Isak Kleist und seiner Frau Marie Elisabeth Sabine Berthelsen. Rasmus Berthelsen (1827–1901) war sein Großonkel. 1903 heiratete er in Nuuk Ketura Helene Juliane Holm (1882–1904), Tochter des Zimmermanns Niels Edvard Julius Carl Holm und seiner Frau Helene Batseba Debora Eleonora Esther Heilmann. Seine Frau starb im folgenden Jahr im Kindsbett und Josva Kleist ehelichte 1907 Bolethe Marie Ingeborg Chemnitz (1888–1957), Tochter des Pastors und Katecheten Jens Anton Barsilai Ignatius Chemnitz (1853–1929) und seiner Frau Ane Marie Jacobine Cathrine Holm (1858–1929) und Schwester von Jørgen Chemnitz (1890–1956). Aus dieser Ehe ging unter anderem der Sohn Rink Kleist (1912–1977), der Propst wurde, und die Tochter Marie „Maaliaaraq“ Athalie Qituraq Kleist verh. Vebæk (1917–2012) hervor, die eine bekannte Schriftstellerin wurde. Seine Tochter Savfine Martine Pouline (1914–?) heiratete den Schafzuchtverwalter Louis Jensen (1911–1992).
Bis 1903 besuchte er Grønlands Seminarium, wo er zum Katecheten ausgebildet wurde. Als solcher arbeitete er schließlich viele Jahre in Narsarmijit. Neben seiner Tätigkeit als Katechet war er als Dichter tätig. In seinen Gedichten warnt Josva Kleist vor Kaffee- und Zigarettenabhängigkeit und fordert auf nicht konservativ und starrsinnig zu sein, dabei aber alte Tugenden nicht zu vergessen. Er saß von 1911 bis 1922 in Grønlands Landsråd und war anschließend noch 1925, 1932, 1933 und 1937 als Vertreter bei den Sitzungen anwesend.